# قوییه
ال قوییه یک منطقهٔ مسکونی در اردن است که در استان مادبا واقع شده‌است.